# Neoclarkinella
Neoclarkinella – rodzaj błonkówek z rodziny męczelkowatych.

## Zasięg występowania
Rodzaj znany z krainy orientalnej, choć w zbiorach entomologicznych znajdują się nieopisane gatunki również z krainy etiopskiej i palearktyki.

## Biologia i ekologia
Żywiciele gatunków z tego rodzaju nie są znani.

## Gatunki
Do rodzaju zaliczanych jest 7 opisanych gatunków (liczne gatunki są nieopisane):
- Neoclarkinella ariadne (Nixon, 1965)
- Neoclarkinella curvinervus (Song & Chen, 2014)
- Neoclarkinella janakikkadensis Veena, 2014
- Neoclarkinella narendrani Veena, 2014
- Neoclarkinella punctata Ahmad, Pandey, Haider & Shujauddin, 2005
- Neoclarkinella sundana (Wilkinson, 1930)
- Neoclarkinella vitellinipes (You & Zhou, 1990)